# Federación Colombiana Deportiva Militar
La Federación Colombiana Deportiva Militar, conocida en eventos deportivos como Fuerzas Armadas el ente que rige los deportes militares en Colombia. Está afiliada al Consejo Internacional del Deporte Militar, al Comité Olímpico Colombiano y al Ministerio del Deporte.

## Historia
La Fecodemil fue creada mediante el decreto 3938 del 27 de diciembre de 1950, con el nombre de Dirección General de Educación Física y Deportes Militares, con los propósitos de crear, regir y promover el deporte y la organización de equipos deportivos tanto amateur como profesionales dentro de las Fuerzas Militares.
Los deportistas que representan a las Fuerzas Armadas lo hacen en eventos nacionales como los Juegos Deportivos Nacionales, y son aquellos que están cumpliendo servicio militar o hacen parte del Ministerio de Defensa. Una vez cumplan su servicio pueden elegir libremente a la liga departamental u organismo deportivo que deseen.

## Deportistas en losJuegos Olímpicos
- Edwin Mosquera - Halterofilia - Río 2016